# Фестинезе (Напуљ)
Фестинезе је насеље у Италији у округу Напуљ, региону Кампанија.
Према процени из 2011. у насељу је живело 563 становника. Насеље се налази на надморској висини од 56 м.